# 日比愛子
日比 愛子（ひび あいこ、11月18日 - ）は、日本の声優、舞台女優、ナレーター。埼玉県出身。青二プロダクション所属。

## 略歴
東京工学院演劇・声優科卒業。
かつては劇団芸協などに所属し、舞台女優として活動していた。

## 人物
特技には料理とイラスト、趣味には観劇と読書をそれぞれ挙げている。資格は実用英語技能検定3級、日本漢字能力検定2級をそれぞれ持っている

## 出演

### テレビアニメ
2003年
- D.C. 〜ダ・カーポ〜（生徒）

2004年
- アクアキッズ（導きの扉、警備ロボット）
- 下級生2〜瞳の中の少女たち〜（浪馬〈子供〉）
- ごくせん（保健の先生）
- せんせいのお時間（女子生徒）
- B-伝説! バトルビーダマン（弟D〈ネルリン〉）
- ボボボーボ・ボーボボ（飼育員、猫、ブタ、ライトくん）
- 花右京メイド隊 La Verite（警備部メイド）
- 冒険王ビィト（メイド長）
- 焼きたて!!ジャぱん（シルヴァン〈少年時代〉）
- ローゼンメイデン
- ONE PIECE（2004年 - 2024年、リットント、モズ〈2代目〉、ショウ、ネギ熊まりあ、ネリネ、キットン、ドラン、メイド、ねこざえもん、鹿ミンク、ムサトビ、シャーロット・ドルチェ、ハイルディン〈少年時代〉、シャーロット・エフィレ 他）

2005年
- エンジェル・ハート（2005年 - 2006年、幼少の信宏、子供）
- おでんくん（マモルくん）
- Xenosaga THE ANIMATION（ニグレド）
- タイドライン・ブルー（ウンマオ）
- ふしぎ星の☆ふたご姫（エストヴァン）
- BECK（クラスの女子、コユキの少年時代）
- リトル・ビル（マイケル）

2006年
- 涼宮ハルヒの憂鬱（おばちゃんB）
- ちびまる子ちゃん（2006年 - 2015年、アイの母、男の子、昭二くん、武田洋〈代役〉）
- 出ましたっ!パワパフガールズZ（2006年 - 2007年、笑う男の子、宇宙人息子、サル）
- ドラえもん（テレビ朝日版第2期）（少年）
- 祝!(ハピ☆ラキ)ビックリマン（2006年 - 2007年、お守り、少女）
- 貧乏姉妹物語（銭湯のおばさん）
- 魔法食堂チャラポンタン（ミム弟）
- 夢使い（女性職員）

2007年
- 銀魂（2007年 - 2011年、辰巳） - 2シリーズ
- ゲゲゲの鬼太郎（第5作）（2007年 - 2008年、青木、天狗の子、カッパの子、ナコ、和也、木の葉ビミ、金太 他）
- 電脳コイル（タケル、女子）
- はたらキッズ マイハム組（2007年 - 2008年、ハム次郎、虎子）
- モノノ怪（座敷童子、小林正男）
- レ・ミゼラブル 少女コゼット（子供たち、プチ・ジェルヴェ）
- さぁイコー! たまごっち（しましまっち）

2008年
- カイバ（コチュ）
- D.C.S.S. 〜ダ・カーポ セカンドシーズン〜（子供）
- ねぎぼうずのあさたろう（2008年 - 2009年、しい吉、弟、かりん、女中、武士の妻、下働き、お栄の孫娘）
- ポルフィの長い旅（ジョン）
- 魔法遣いに大切なこと 〜夏のソラ〜（溝口まゆみ、お母さん、キャビンアテンダント、女性保育士）
- 夜桜四重奏 〜ヨザクラカルテット〜（ジュンタ）

2009年
- 怪談レストラン（ケンジ、男の子）
- 戦場のヴァルキュリア（エミール・ベイラート、ジャン）
- 夏のあらし!（三吉、不良C） - 2シリーズ

2010年
- あにゃまる探偵 キルミンずぅ（速水ヒデアキ）
- 名探偵コナン（車内アナウンス）

2012年
- ズモモとヌペペ
- デジモンクロスウォーズ 〜時を駆ける少年ハンターたち〜（サブマリモン）
- ONE PIECE エピソードオブルフィ 〜ハンドアイランドの冒険〜（女の子）

2013年
- ONE PIECE エピソードオブメリー 〜もうひとりの仲間の物語〜（モズ）

2014年
- 暴れん坊力士!!松太郎（田中の子供時代）
- くつだる。（2014年 - 2015年、カタムスビ妹、コーンポター獣、シロメガネ、タグピンあつめ、男の子）
- ドラゴンボール改（少年）

2015年
- ワールドトリガー（少年）

2016年
- ドラゴンボール超（2016年 - 2017年、おばあさん、おばさん）
- ONE PIECE エピソードオブ東の海 〜ルフィと4人の仲間の大冒険!!〜（にんじん）

### 劇場アニメ
2004年
- スチームボーイ（トーマス）

2006年
- 永遠の法
- ONE PIECE THE MOVIE カラクリ城のメカ巨兵（村人）

2009年
- 仏陀再誕－The REBIRTH of BUDDHA

2013年
- 聖☆おにいさん（幸平）

### OVA
2004年
- サクラ大戦 ル・ヌーヴォー・巴里（観客たち、巴里の人々）

2005年
- いちご100% 〜桜海学園エクソダス編〜（女生徒D）

2007年
- サクラ大戦 ニューヨーク・紐育（紐育の人々）

2008年
- ドラゴンボール オッス!帰ってきた孫悟空と仲間たち!!（レポーター）
- 念仏物語 親鸞さま ねがい、そして ひかり。（松若）

2012年
- 聖☆おにいさん（幸平）

### Webアニメ
- 美少女戦士セーラームーンCrystal（2014年 - 2015年、女性、人々、少年A）
- 聖闘士星矢 黄金魂 -soul of gold-（2015年、少年）

### ゲーム
2005年
- テイルズ オブ レジェンディア

2006年
- 乙女的恋革命★ラブレボ!!（薬屋）
- SIMPLE2500シリーズ Portable!! Vol.2 THE テニス

2007年
- 大怪獣バトル ULTRA MONSTERS NEO（キール星人ヴィットリオ）

2008年
- 戦場のヴァルキュリア（エミール・ベイラート）
- drastic Killer
- ヴァンテージマスターポータブル（デルーナ）

2009年
- 龍が如く3

2010年
- イース -フェルガナの誓い-（フィオナ、ヒューゴ）
- STORM LOVER
- 戦場のヴァルキュリア2 ガリア王立士官学校（エミール・ベイラート）

2012年
- ダークエスケープ 3D
- ワンピース ROMANCE DAWN 冒険の夜明け（ピーマン）

2013年
- テイルズ オブ ハーツ R

2015年
- 英雄伝説 空の軌跡 FC Evolution（ダニエル）
- デジモンストーリー サイバースルゥース（アルフォースブイドラモン）

2016年
- ドラゴンボールフュージョンズ

2017年
- ゼノブレイド2

2018年
- 銀魂乱舞（辰巳）

### ラジオ
※はインターネット配信。
- 感伝ラジオ by日俳連（2017年、音泉※）[14]

### テレビ番組
- たべごろマンマ!（うさマンマの声）
- トリハダ（秘）スクープ映像100科ジテン（声の出演）
- 世界一受けたい授業（声の出演）
- 平成生まれ3000万人! そんなコト考えた事なかったクイズ ⇒ そんなコト考えた事なかったクイズ!トリニクって何の肉!?（ナレーション）
- 夕ぎりゲーム学園（ナレーション）

### 吹き替え
- ER緊急救命室 シーズン11 #2（ブレット〈チャンセラー・ミラー〉）
- エヴァとステファンと素敵な家族（フリドリック）
- サウンドオブカラー 地下鉄の恋（カッツァイ）
- ダニーと不思議な魔法使い（ドーク）

### ドラマCD
- ドラマCD はこぶね白書（宅間裕一）
- ドラマCD ルーンプリンセス（リス・オロール）
- ドラマCD テイルズ オブ ジ アビス（ガイ〈少年時代〉）
- 孤独のグルメ vol.2 ドラマCD
- REMASTERED TRACKS ROCKMAN ZERO Physis（トルナード）

### 舞台
- 劇団芸協
  - 2つの月曜日の思い出（パトリシア）
  - 花咲く港（ゆき）
  - 動員挿話（数代）
  - 赤毛のアン（アン・シャーリー）
  - 米百表（伊藤誠太郎）
  - 終着駅の向こうには…
  - にしん場
- 劇団こってり
  - たんぽい〜面接に捧げる愛の歌〜
  - 時をかけるサンタ〜真夏の空に雪が降る〜　
  - 寿はいかが？
  - 金魚鉢の中で
  - REI
  - お楽しみはこれからだ
- 劇団ローマンス・鋼の雪（アンティーク）

### その他コンテンツ
- ウルトラマンメビウス（メビナビ・DVD特典映像ナレーション）
- 長い長い殺人（財布：ナレーション）
- フジテレビ短編アニメ大賞最新作 チョコレートのウサギ パルピー（オレンジ）